# Calamus ovoideus
Calamus ovoideus är en enhjärtbladig växtart som beskrevs av George Henry Kendrick Thwaites och Henry Trimen. Calamus ovoideus ingår i släktet Calamus och familjen Arecaceae. Inga underarter finns listade i Catalogue of Life.